# 神探狄仁杰第三部
《神探狄仁杰第三部》是共计四部的基于与唐朝法官、政治家狄仁杰相关的公案小说、推理小说《大唐狄公案》的《神探狄仁杰》系列电视剧的第三部。该剧由钱雁秋编剧、钱雁秋和张文玲导演，梁冠华饰演标题主角，在第二部播出后两年于2008年3月15日在中国中央电视台电视剧频道首播。2010年播出续集《神断狄仁杰》。

## 剧情
剧情分为如下两个部分：
- 《黑衣社》（1～18集）
- 《漕渠魅影》（19～48集），其中宁无双的丈夫、钦差李翰被杀一案，与清代淮安奇案情节类似。

## 演员表
- 梁冠华 饰 狄仁杰
- 张子健 饰 李元芳
- 吕中 饰 武则天
- 须 饰 曾泰
- 董璇 饰 云姑/小清
- 苑冉 饰 小桃
- 关悦 饰 薇儿
- 宋楚炎 饰 王蔷
- 杨增元 饰 房哲
- 赵超 饰 廖文清
- 傅隽 饰 王锴
- 石宝善 饰 李长史
- 苏子西 饰 小娟
- 刘苏慧 饰 老鸨
- 赵亮 饰 风扬
- 徐莹 饰 甲瓦
- 乌斯曼 饰 拉扎
- 宫海滨 饰 齐虎
- 王磊 饰 潘越
- 李卓林 饰 沈韬
- 何政衡 饰 萧豹
- 刘佳 饰 燕儿
- 刘雪娇 饰 梅香
- 张树平 饰 鲁吉英
- 赵军凯 饰 何五奇
- 过齐鸣 饰 文清
- 曲虹霓 饰 宁无双
- 韩振华 饰 葛天霸
- 王心圣 饰 崔亮